# Ґреґорі Рейд Вайсмен
Грегорі Рід Вайсман (англ. Gregory Reid Wiseman; нар. 11 листопада 1975, Балтимор, штат Меріленд, США) — американський льотчик-випробувач та астронавт НАСА.  538-й космонавт.

## Біографія
Грегорі Рід Вайсман народився 11 листопада 1975 в Балтиморі, штат Меріленд, Сполучені штати Америки.

### Освіта
1993 року закінчив середню школу Далейн у м. Тімоніум, штат Меріленд.
1997 року закінчив Політехнічний інститут Ренсселера в м. Трой (штат Нью-Йорк) та отримав ступінь бакалавра з обчислювальної техніки та системотехніки, 2006 року закінчив Університет Джонса Хопкінса, отримав ступінь магістра наук з системотехніки.

### Служба у Військово-морських силах США
1997 року пройшов навчання в службі позавійськової підготовки офіцерів резерву (ROTC — Reserve Officiers' Training Corps) і направлений для проходження служби у Військово-морські сили США льотчиком морської авіації в Пенсаколі (штат Флорида).
1999 року отримав кваліфікацію льотчика ВМС і прибув для проходження служби та навчання пілотування літака F-15 в 101-шу винищувальну ескадрилью на базу ВМС Океанія, штат Вірджинія. По закінченні навчання Уайсмен отримав призначення в 31-шу винищувальну ескадрилью на тій же базі і двічі брав участь у бойових операціях на Близькому Сході, здійснюючи підтримку операцій «Південна вахта» та «Непохитна свобода», а також військових дій в Іраку.
У червні 2004 року закінчив Школу льотчиків-випробувачів ВМС США і отримав призначення як льотчик-випробувач та офіцер випробувальної ескадрильї VX-23 авіастанції ВМС Пет'юксент Рівер, штат Меріленд.
Брав участь у льотних випробуваннях літаків F-35, F-18 та Boeing T-45 Goshawk.
Служив начальником служби в 103-й винищувально-штурмовій авіаескадрильї, що базується на авіаносці «Дуайт Ейзенхауер», літав на винищувачі-бомбардувальнику FA-18F Super Hornet.
2008 року присвоєно звання лейтенант ВМС США, 2009 року — лейтенант-командер.

## Космічна підготовка
2003 року командуванням ВМС США був включений до складу кандидатів 19-го набору астронавтів НАСА, проте на обстеження та співбесіду в Космічний центр ім. Джонсона не викликався.
29 червня 2009 був зарахований до загону астронавтів НАСА в складі 20-го набору НАСА як кандидат в астронавти. Дворічний курс загальнокосмічної підготовки закінчив у липні 2011 року і отримав кваліфікацію астронавта.
З квітня 2012 року на базі Центру підготовки космонавтів проходив черговий етап підготовки у складі основного екіпажу МКС-40/41. Старт якого відбувся 28 травня 2014 року на кораблі «Союз TMA-13M». Повернення на Землю відбулося 10 листопада 2014 року.
Був бортінженером дублюючого екіпажу космічного корабля «Союз ТМА-11М» та основного екіпажу «Союз ТМА-13М».

## Захоплення
Гольф, різьблення по дереву, біг, футбол, плавання.

## Сім'я
- Батько — Білл Уайсмен;
- Мати — Джуді Уайсмен.

Батьки проживають в Хант-Веллі (штат Меріленд).
- Дружина — Керролл Тейлор Вірджинія Біч.
- Дві дочки.